# Тейлор, Эйжа
Эйжа Тейлор (англ. Asia Taylor; род. 22 августа 1991 в Колумбусе, Огайо, США) — американская профессиональная баскетболистка, выступавшая в женской национальной баскетбольной ассоциации (ВНБА). Была выбрана на драфте ВНБА 2014 года в третьем раунде под тридцать шестым номером командой «Миннесота Линкс». Играет на позиции лёгкого форварда и атакующего защитника. В настоящее время защищает цвета французской команды «Ландерно Бретань».

## Ранние годы
Эйжа родилась 22 августа 1991 года в городе Колумбус, столице штата Огайо, дочь Фелисии Тейлор, а училась там же в средней школе Уэтстоун, в которой выступала за местную баскетбольную команду.